# NGC 2046
NGC 2046 је расејано звездано јато у сазвежђу Трпеза које се налази на NGC листи објеката дубоког неба.
Деклинација објекта је - 70° 14' 27" а ректасцензија 5h 35m 37,6s. Привидна величина (магнитуда) објекта NGC 2046 износи 12,6. NGC 2046 је још познат и под ознакама ESO 56-SC162.